# Euproctis onii
Euproctis onii är en fjärilsart som beskrevs av George Thomas Bethune-Baker 1911. Euproctis onii ingår i släktet Euproctis och familjen tofsspinnare. Inga underarter finns listade i Catalogue of Life.